# Cindy Pöschel
Cindy Pöschel (Riesa, 21 de septiembre de 1989) es una deportista alemana que compitió en piragüismo en la modalidad de eslalon. Ganó una medalla de plata en el Campeonato Mundial de Piragüismo en Eslalon de 2013 y una medalla de oro en el Campeonato Europeo de Piragüismo en Eslalon de 2012, ambas en la prueba de K1 por equipos.

## Palmarés internacional
| Campeonato Mundial | Campeonato Mundial      | Campeonato Mundial | Campeonato Mundial |
| Año                | Lugar                   | Medalla            | Competición        |
| ------------------ | ----------------------- | ------------------ | ------------------ |
| 2013               | Praga (República Checa) | Medalla de plata   | K1 por equipos     |
| Campeonato Europeo |                         |                    |                    |
| Año                | Lugar                   | Medalla            | Competición        |
| 2012               | Augsburgo (Alemania)    | Medalla de oro     | K1 por equipos     |